# Rio Macabu
O rio Macabu é um rio que banha o estado do Rio de Janeiro, no Brasil. É um dos únicos rios fluminenses que nasce e deságua duas vezes.

## Etimologia
O nome Macabu foi dado pelos Sete Capitães, militares portugueses que receberam a região em sesmaria. Segundo o Roteiro dos Sete Capitães, o diário da expedição escrito por Miguel Aires Maldonado, o rio foi descoberto no dia 1 de janeiro de 1633. Outra explicação é que "Macabu" é um termo da língua geral que significa "rio das macabas" (bacaba, macaba, "macaba" e 'y, "rio").

## Descrição
O rio tem suas nascentes na Serra do Macabu entre os municípios de Trajano de Morais, Bom Jardim, Macaé e Nova Friburgo, em altitudes que variam de 1 300 a 1 470 metros. Percorre 30 quilômetros até formar o lago da represa de Tapera (da Hidrelétrica do Macabu), na qual suas águas são desviadas para a bacia do rio Macaé por meio de um aqueduto subterrâneo da antiga hidrelétrica de Glicério. O rio é dividido e o curso do rio Macabu desaparece e reaparece.
Depois de cinco quilômetros, o rio renasce e percorre os municípios de Trajano de Morais, Conceição de Macabu, Santa Maria Madalena, Campos dos Goytacazes e Quissamã, até desaguar na Lagoa Feia e pela outra parte no rio Macaé.
Para muitos geógrafos, o rio Macabu é uma microbacia da bacia hidrográfica da Lagoa Feia, já que, juntamente com o rio Ururaí, é uma das principais fontes de água doce desta lagoa. Para outros geógrafos, o rio Macabu forma uma bacia hidrográfica independente. Seja como for, o rio Macabu é formado por afluentes como:
- rio Campista (em Trajano de Morais);
- rio Carukango, que, por sua vez, é formado por este e pelo córrego Vermelho (em Conceição de Macabu e Trajano de Morais);
- rio Macabuzinho (em Conceição de Macabu);
- rio Santa Catarina, também conhecido como Santo Agostinho (em Conceição de Macabu)[8];
- rio do Meio (de Carapebus, Conceição de Macabu e Quissamã).

O rio Macabu também recebe contribuições do canal Campos-Macaé.
Apesar de ser uma das riquezas naturais do Estado do Rio de Janeiro, o rio sofre com o desmatamento e o esgotamento de suas águas para abastecimento de cidades (como Macaé) ou para irrigação de lavouras. Um dos principais acusados do seu estado atual é a Usina Hidrelétrica de Macabu, uma usina hidrelétrica desativada.